# Phare de Point Lynas
Le phare de Point Lynas (en gallois : Goleudy Trwyn y Balog) est un phare maritime situé sur la côte nord d'Anglesey, près du village de Llaneilian au pays de Galles.
Ce phare a d'abord été géré par le Mersey Docks and Harbour Company (en), puis par le Trinity House Lighthouse Service à Londres, l'organisation de l'aide maritime des côtes du pays de Galles.

## Histoire
Ce phare inhabituel et distinctif a été conçu par Jesse Hartley, ingénieur et conseiller du port de Mersey de 1824 à 1860, avec des ajouts de G. Lyster une vingtaine d'années plus tard.
Il s'agit d'un bâtiment crénelé comprenant une habitation de deux étages surmontée d'une tour carrée de 11 mètres de haut. La lanterne semi-circulaire est située à la base de la construction. Elle date d'environ 1874 et a un diamètre de 4,6 mètres. La base de la lanterne est en fonte et les barres du vitrage rectangulaire mesurent 3,7 mètres de haut. Elle est surmontée d'un toit conique simple avec une boule sommitale. La tour carrée possède une fenêtre oriel en encorbellement.

### Emplacement original
Point Lynas a reçu une lumière, dès 1779, sur un site à environ 300 mètres au sud de la tour actuelle, pour fournir l'hébergement des pilotes de Liverpool faisant usage de l'abri à Porthyrysgaw. Ce premier site a été abandonné au bénéfice du site actuel qui permet une élévation à 39 m au-dessus du niveau de la mer sans créer un véritable phare.

### La lanterne

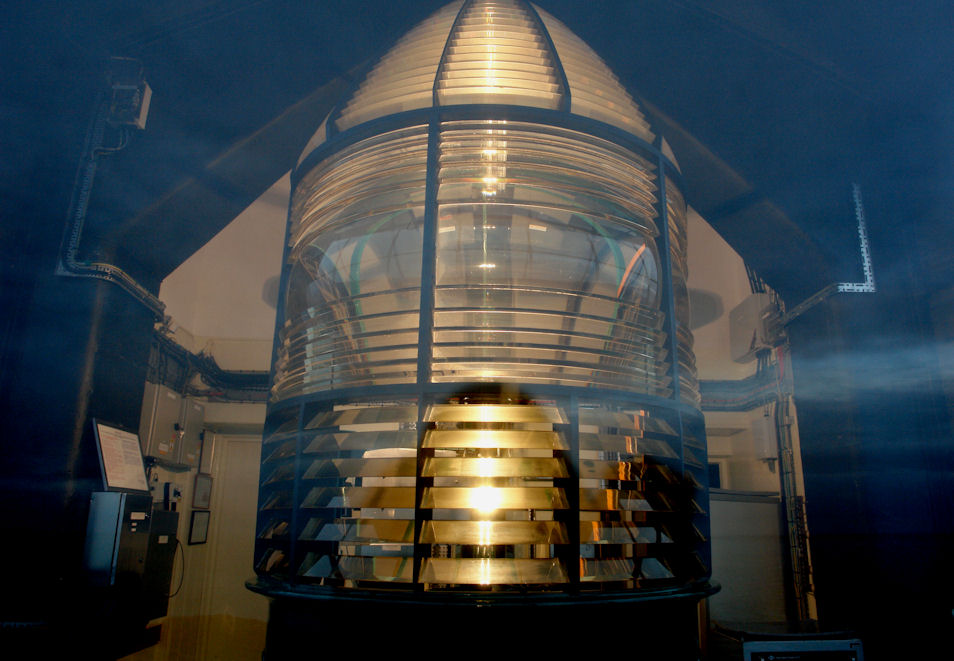
Optique

Le positionnement inhabituel de la lanterne au niveau du sol avec une salle de surveillance et de télégraphie au-dessus est semblable au phare de Great Orme, également construit par le port de Mersey. La station télégraphique a été établie en 1879, et deux nouvelles habitations ont été construites pour accueillir le personnel supplémentaire.
L'optique Chance Brothers (en) a été installée dans la lanterne en 1878. Elle a un diamètre de 1,4 mètre et permet une lumière de 206 degrés. La lampe est de 1000 watts avec une intensité de 112.000 candela ; la lumière est blanche avec une occultation toutes les 10 secondes, visible jusqu'à 20 milles nautiques (37 km).

### Électrification et automatisation
En 1952, la station a été électrifiée et les éléments mécaniques de l'obturateur d'origine ont été enlevés. En 1948, une corne de brume automatique à acétylène a été installée, puis retirée en 1973 quand la maintenance a été redonnée à Trinity House. La lumière a été automatisée en 1989 et elle est maintenant contrôlée à partir de Holyhead. De ce fait, les habitations des gardiens du phare sont revenues sous l'autorité portuaire de Mersey et louées à des fins touristiques .

### Lien connexe
- Liste des phares du Pays de Galles